# Министерство национального развития Сингапура
Министерство национального развития Сингапура руководит разработкой и осуществлением политики в области планирования землепользования и развития инфраструктуры, поощрения строительства недвижимости и промышленности в области агротехники.

## Цели
- Обеспечение качественного и доступного жилья;
- объединение сообществ;
- развитие зеленых насаждений и рекреационной инфраструктуры, а также
- создание и сохранение национальной идентичности.

## Организационная структура
- Отдел стратегического планирования

Жилищный отдел
- Отдел планирования инфраструктуры
- Департамент научных исследований
- Проектный офис эко-города
- Центр развития городских удобств

## Агентства
- Администрация сельхоз-продукции и ветеринарии
- Строительная администрация
- Совет агентств недвижимости
- Совет содействия развитию жилищного строительства
- Национальные парки
- Администрация городской реконструкции
- Совет архитекторов
- Совет профессиональных инженеров